# 米拉格羅縣
米拉格羅縣（西班牙語：Cantón Milagro），是厄瓜多爾的縣份，位於該國中部，由瓜亞斯省負責管轄，始建於1913年9月17日，面積401平方公里，海拔高度27.5米，2010年人口166,634，人口密度每平方公里415.55人。
2°7′37″S 79°35′57″W / 2.12694°S 79.59917°W